# Cirawa
Cirawa of Cirawa Hilir (Nederlands: Tjirawa) is een kampong in de bergen aan de zuidkant van West-Java (Jawa Barat). Het ligt niet ver van de spoorlijn tussen Cianjur en Bandung, die in 1879 was aangelegd. Tijdens de politionele acties werd op deze plaats in augustus 1946 zwaar gevochten onder leiding van Cornelis Knulst.